# Conogethes haemactalis
Conogethes haemactalis is een vlinder uit de familie van de grasmotten (Crambidae), uit de onderfamilie van de Spilomelinae. De wetenschappelijke naam van deze soort is voor het eerst voorgesteld door Pieter Snellen in een publicatie uit 1890.
De spanwijdte bedraagt ongeveer 2 centimeter.
De soort komt voor in India, Hong-Kong, Thailand, Indonesië en Australië.